# Рудник Нью-Голланд/Генезис
Рудник Нью-Голланд/Генезис – гірничодобувний майданчик на заході Австралії. Одна з копалень на золоторудному полі Лавлерс/Егню.
Вперше видобуток золота в районі майбутньої копальні Нью-Голланд вели з другої половини 1890-х до 1910 року, втім, тоді вилучили лише 5 тисяч тонн руди, що дало змогу отримати 73 кілограми золота.
Повноцінна розробка почалась в 1991 році та спершу велась відкритим способом. В цей же період трохи північніше діяв кар’єр на рудному тілі Генезис (відомо про його існування вже у 1992 році). 
В 1998-му розпочали підземний етап розробки з облаштуванням доступу через два транспортні ухили, портали яких починаються в колишніх кар’єрах Нью-Голланд та Генезис (при цьому підземні виробітки, до яких можливо потрапити через ухили, складають суцільний комплекс). Станом на початок 2020-х глибина рудника становила біля 900 метрів.
Станом на 2013 рік накопичений видобуток рудника Нью-Голланд досягнув 9,4 млн тонн руди, що дало змогу отримати 50 тонн золота. Також відомо, що за 2021 фінансовий рік комплекс Нью-Голланд забезпечив виробництво 2 тонн золота, при цьому його залишкові запаси оцінювались у 1 млн тонн руди та 4,5 тонни золота (крім того, ресурси оцінювали у 7,8 млн тонн руди та 33 тонни золота).
У 1980-х роках проект Нью-Голланд започаткувала компанія Forsayth Mining NL. В 1992-му її придбала Plutonic Resources, яку в 1998-му викупила Homestake Mining Company. Втім, вже у 2001-му остання була придбана канадською компанією Barrick Gold, що в 2013-му продала свої активи на золоторудному полі Лавлерс південноафриканській Gold Fields.